# La Roue Tourangelle 2025
La Roue Tourangelle 2025, ventitreesima edizione della corsa, valida come evento dell'UCI Europe Tour 2025 categoria 1.1 e come quarta prova della Coppa di Francia 2025, si svolse il 30 marzo 2025 su un percorso di 197 km, con partenza da Chinon e arrivo a Tours, in Francia. La vittoria fu appannaggio del norvegese Erlend Blikra, il quale completò il percorso in 4h32'18", alla media di 43,408 km/h, precedendo il francese Bryan Coquard e il belga Gerben Thijssen.
Sul traguardo di Tours 127 ciclisti, dei 135 partiti da Chinon, portarono a termine la competizione.

## Squadre e corridori partecipanti
| N.    | Cod. | Squadra                    |
| ----- | ---- | -------------------------- |
| 1-7   | TEN  | TotalEnergies              |
| 11-17 | IWA  | Intermarché-Wanty          |
| 21-27 | ARK  | Arkéa-B&B Hotels           |
| 31-37 | COF  | Cofidis                    |
| 41-47 | GFC  | Groupama-FDJ               |
| 51-57 | DAT  | Decathlon AG2R La Mondiale |
| 61-67 | RKT  | Unibet Tietema Rockets     |
| 71-77 | CJR  | Caja Rural-Seguros RGA     |
| 81-87 | UXM  | Uno-X Mobility             |
| 91-97 | TUD  | Tudor Pro Cycling Team     |

| N.      | Cod. | Squadra                           |
| ------- | ---- | --------------------------------- |
| 101-107 | EKP  | Equipo Kern Pharma                |
| 111-117 | VBF  | VF Group-Bardiani CSF-Faizanè     |
| 121-127 | BBH  | Burgos-Burpellet-BH               |
| 131-137 | WB2  | Wagner Bazin WB                   |
| 141-147 | AUB  | St Michel-Preference Home-Auber93 |
| 151-157 | VRR  | Van Rysel-Roubaix                 |
| 161-167 | UCN  | CIC-U-Nantes                      |
| 171-177 | NMC  | Nice Métropole Côte d'Azur        |
| 181-187 | SQD  | Soudal Quick-Step Devo T          |
| 191-197 | MCT  | MYVELO Pro Cycling Team           |

## Ordine d'arrivo (Top 10)
| Pos. | Corridore         | Squadra       | Tempo    |
| ---- | ----------------- | ------------- | -------- |
| 1    | Erlend Blikra     | Uno-X         | 4h32'18" |
| 2    | Bryan Coquard     | Cofidis       | s.t.     |
| 3    | Gerben Thijssen   | Intermarché   | s.t.     |
| 4    | Clément Venturini | Arkéa         | s.t.     |
| 5    | Jenthe Biermans   | Arkéa         | s.t.     |
| 6    | Francisco Galván  | Kern          | s.t.     |
| 7    | Florian Dauphin   | TotalEnergies | s.t.     |
| 8    | Dillon Corkery    | St Michel     | s.t.     |
| 9    | Stian Fredheim    | Uno-X         | s.t.     |
| 10   | Eddy Le Huitouze  | Groupama      | s.t.     |